# Contigaspis zillae
Contigaspis zillae (лат.) — вид полужесткокрылых насекомых-кокцид рода Contigaspis из семейства щитовки (Diaspididae).

## Распространение
Африка: Египет, Камерун, Марокко, Нигерия. Азия: Афганистан, Израиль, Иран, Саудовская Аравия, Таджикистан, Турция. Европа: Армения, Россия.

## Описание
Мелкие щитовки округлой формы от беловато-жёлтого до коричневого цвета. Диаметр взрослых самок около 1 мм.
Питаются соками растений из семейств Amaranthaceae (Kochia prostrata), Apiaceae (Pithyranthus tortuosus, Pituranthos, Pycnocycla, Pycnocyla spinosa), Apocynaceae (Calotropis procera, Caralluma, Daemia tomentosa, Pergularia tomentosa), Asteraceae (Centaurea squarrosa, Helichrysum), Boraginaceae (Heliotropium, Trichodesma africana, Trichodesma calcaratum), Brassicaceae (Farsetia aegyptiaca, Zilla spinosa), Capparaceae (Capparis), Crassulaceae (Telephium sphaerospermum), Cucurbitaceae (Citrullus colycynthis), Fabaceae (Acantholimon), Lamiaceae (Scutellaria vilutina, Scutellaria semenovi), Resedaceae (Ochradenus baccatus, Reseda pruinosa), Rutaceae (Haplophyllum halipensis), Santalaceae (Osyris alba).
Вид был впервые описан в 1923 году энтомологом У. Холлом (Hall, W. J.) как Pinnaspis zillae.
Таксон Contigaspis zillae включён в состав рода Contigaspis вместе с таксонами Contigaspis abdita, Contigaspis bilobis, Contigaspis coimbatorensis, Contigaspis cyanogena, Contigaspis davatchii, Contigaspis euphorbiarum и другими.